# Torre de Isabel II
A Torre de Isabel II (em castelhano:  Torre de Isabel II) é um dos Fortes Neomedievais datados do século XIX, que foram construídos para proteger a zona fronteiriça da cidade espanhola de Ceuta. A torre foi classificada como Bem de Interesse Cultural.

## História
Em 1860 havia um reduto com quartéis provisórios de campanha, e em 12 de dezembro de 1862 foi substituído por uma torre, que foi projetada em 1865, pelo comandante de Engenharia, Mendicuti, e construída entre 1871 e 1880. 
Após o levantamento militar de 17 de julho de 1936, que deu origem à Guerra Civil Espanhola, a fortificação foi utilizada como prisão pelo lado rebelde, e posteriormente como campo de concentração de prisioneiros republicanos até 30 de junho de 1941.
É uma fortificação de estilo arquitetónico neomedieval que abrigava quarenta pessoas, construída com uma tipologia de alta torre circular, com duas plantas baixas e bataria, com um pátio circular que possui uma escada em espiral interior. Possui um fosso circular seco, janelas quadradas, mata-cães e seteiras. Foi construída em betão, cal, alvenaria, tijolo maciço e silhares.